# 正五角台塔反柱
正五角台塔反柱（せいごかくだいとうはんちゅう、Gyroelongated pentagonal cupola）とは、24番目のジョンソンの立体で、正十角反柱の1つの底面に正五角台塔をつけた形である。

## 関連図形
| 正反十角柱 （正五角台塔を取り除く） | 正五角台塔 （正反十角柱を取り除く）     | 双五角台塔反柱 （正五角台塔を追加）         | 五角台塔丸塔反柱 （正五角丸塔を追加） |
| 正五角台塔柱 （18°ねじる）          | 正四角台塔反柱 （台塔の角の数を減らす） | 正三角台塔反柱 （台塔の角の数を更に減らす） |                                       |